# James Grieve

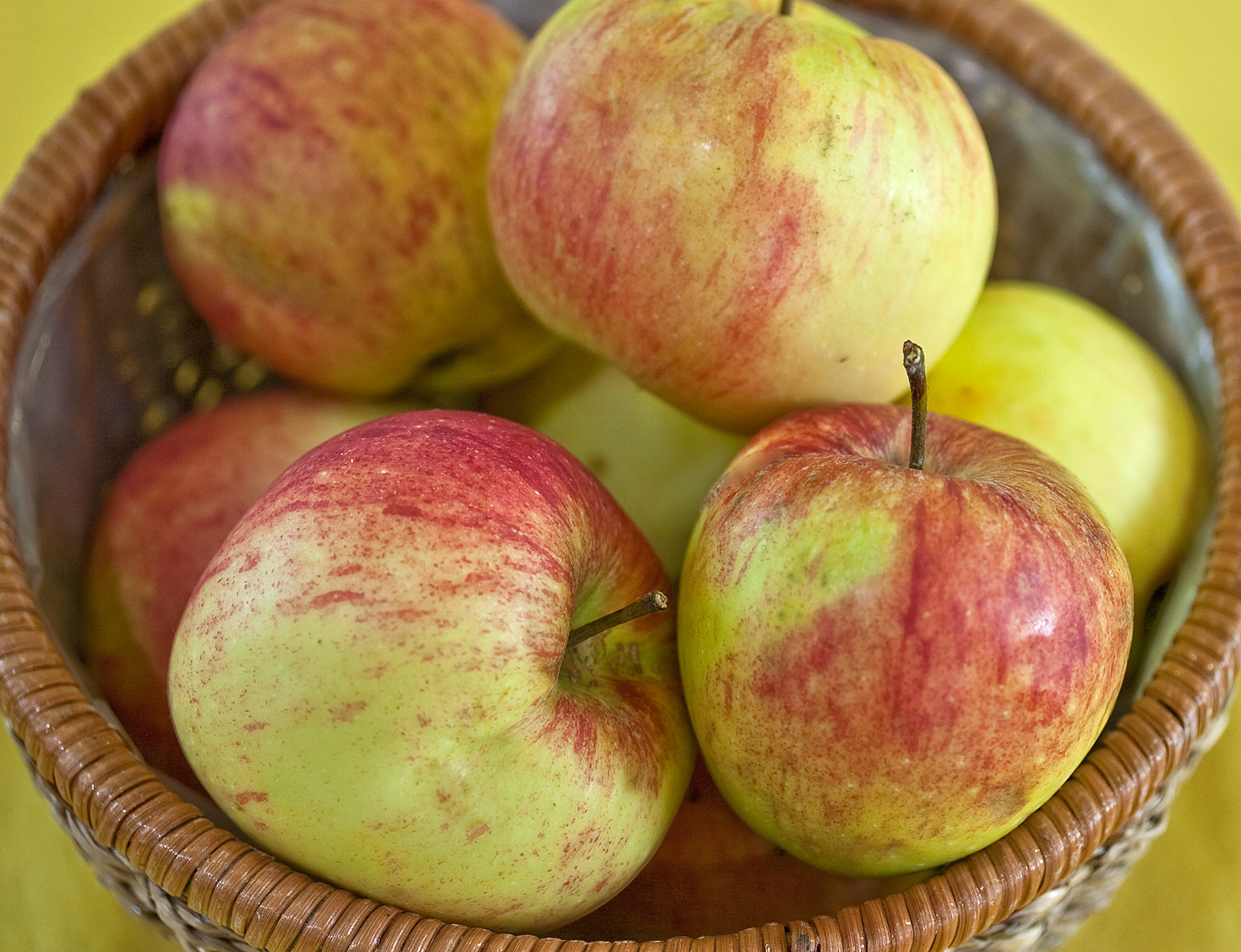

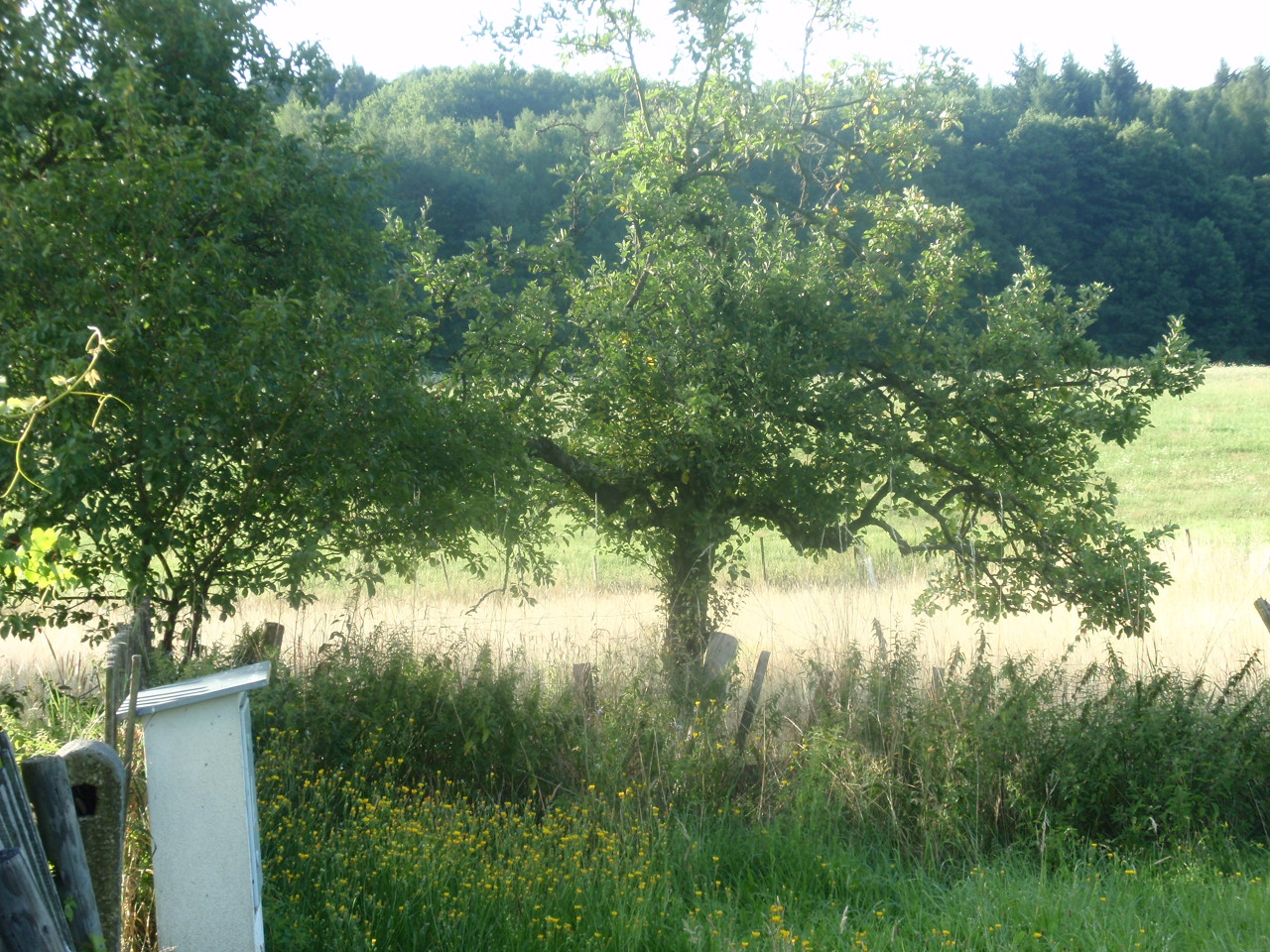
James Grieve

James Grieve (Malus domestica 'James Grieve'), je ovocný strom, kultivar druhu jabloň domácí z čeledi růžovitých. Plody jsou řazeny mezi podzimní odrůdy jablek, sklízí se v září, dozrává v září, skladovatelné jsou do konce října až listopadu.

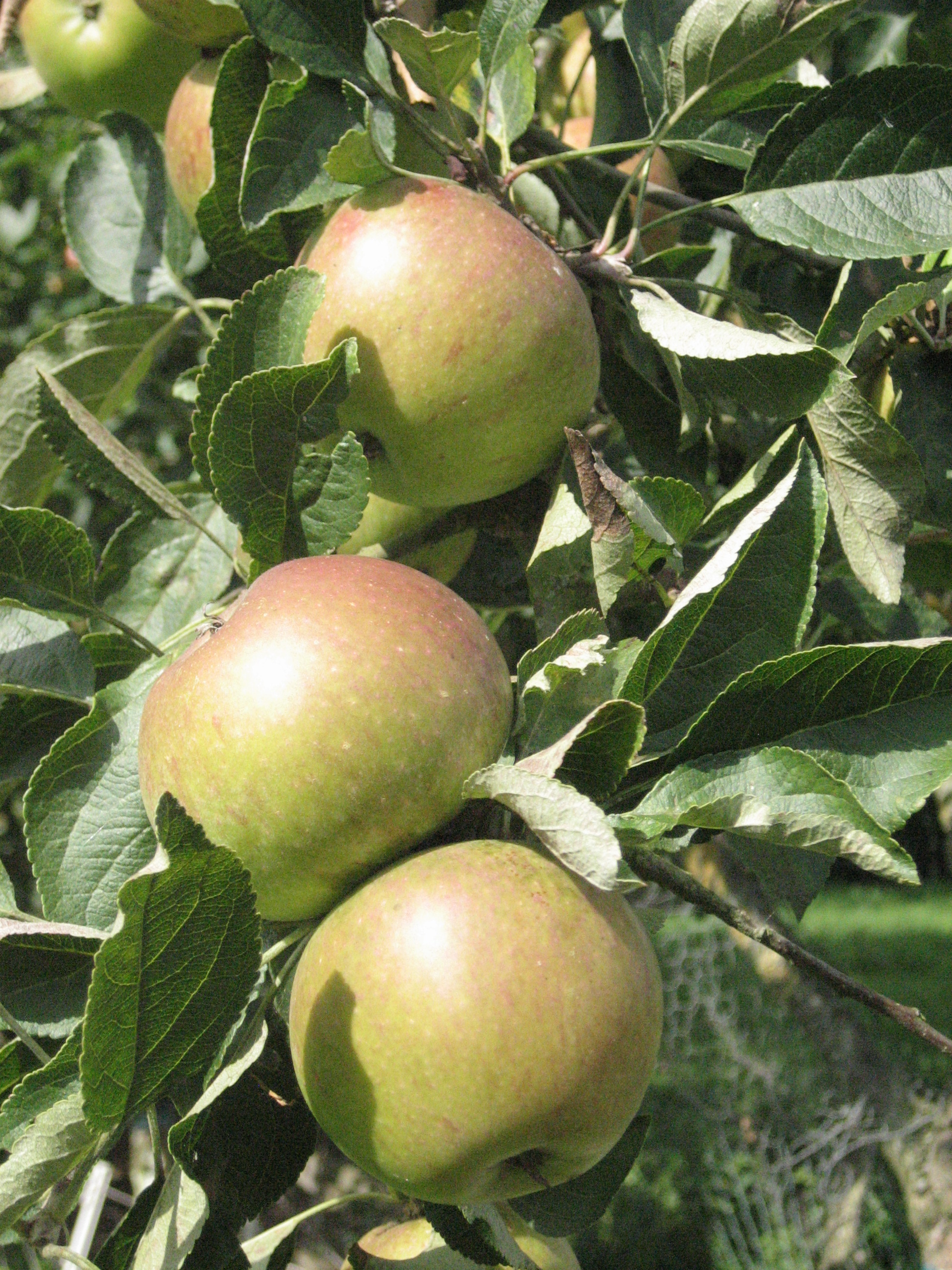

## Historie

### Původ
Původem je ze Skotska, byla vyšlechtěna Jamesem Grievem jako semenáč odrůdy Pottovo. Registrována je od roku 1890, v ČR povolena od roku 1954.

## Vlastnosti
Odrůda je cizosprašná, dobrým opylovačem jsou 'Coxova reneta', 'Boikovo', 'Golden Delicious', 'Matčino', 'Ontario', 'Parména zlatá', 'Jonathan'. Odrůda je diploidní, dobrým opylovačem.

### Růst
Vzrůstem se odrůda řadí mezi středně rostoucí, později během plodnosti roste slabě. Vytváří rozložitý typ korun. Vyžaduje zmlazování.

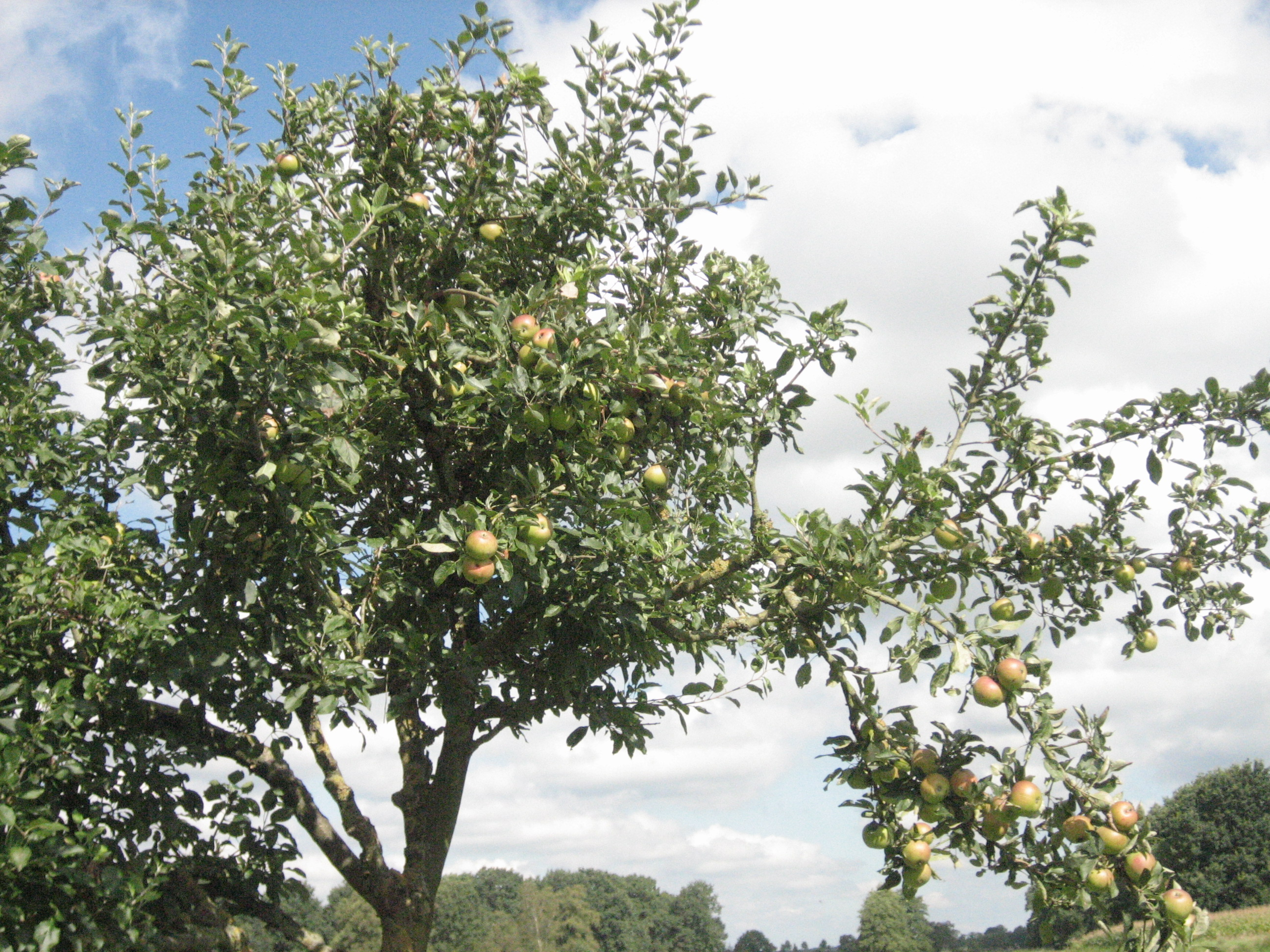
Koruna

## Plodnost
Plodí záhy, bohatě a pravidelně.

## Plod
Plod je kulatý až kuželovitý, střední až velký. Slupka je na omak suchá, zelenožluté zbarvení je překryté žíháním červenou barvou. Dužnina je nažloutlá se sladce navinulou chutí, šťavnatá, dobrá. Podle jiných zdrojů příliš ostrá (kyselá) pro přímou konzumaci.

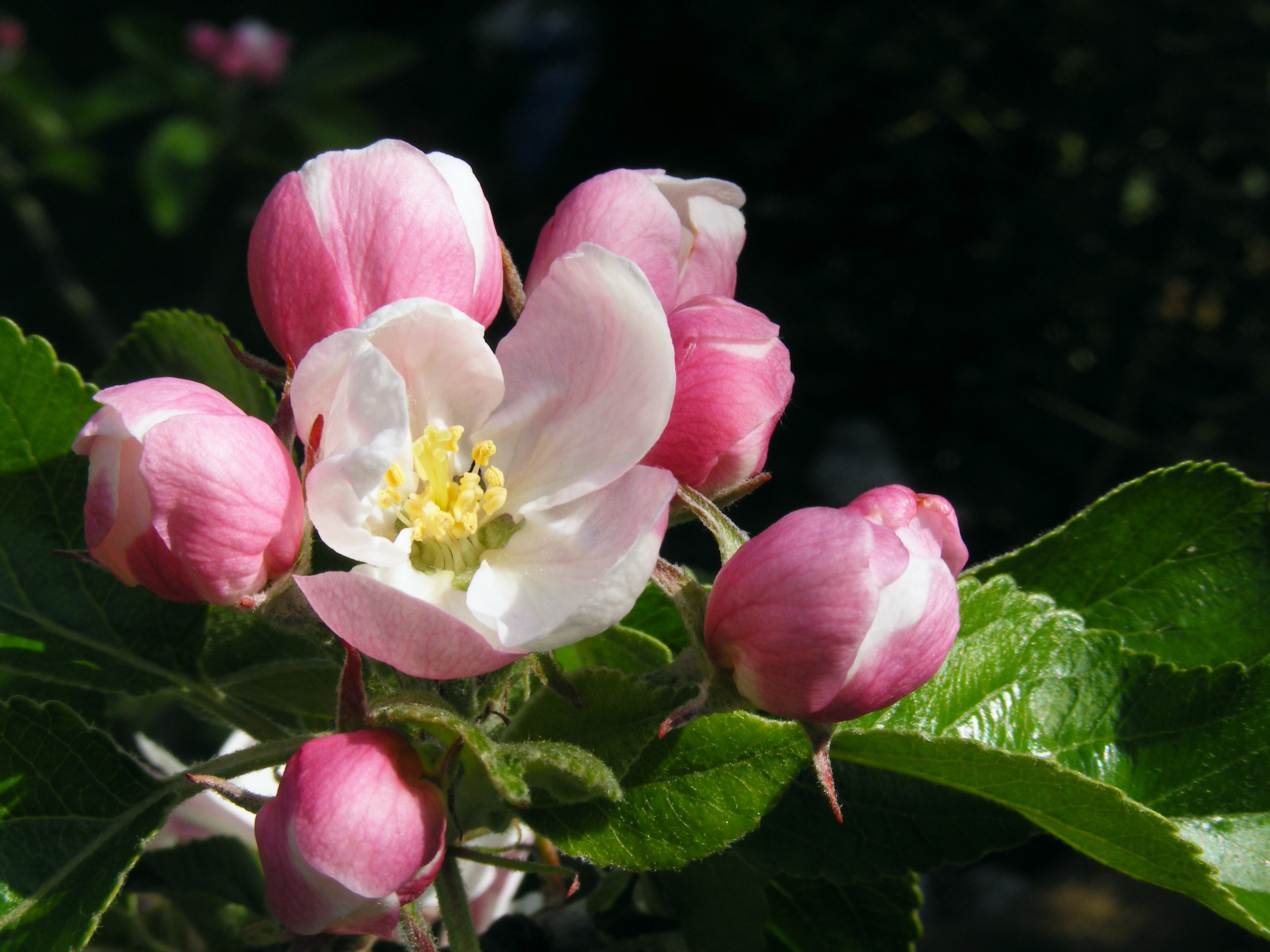
Květ.

## Choroby a škůdci
Odrůda je středně odolná proti strupovitosti jabloní a poměrně odolná k padlí. Středně náchylná k poškození mrazem. Podle jiných zdrojů je poměrně odolná vůči mrazu, ale náchylná k nektriové rakovině.

## Použití
Jablka jsou vhodná ke krátkodobému skladování a přímému konzumu. Odrůdu lze použít do teplých a středních poloh. S ohledem na slabý růst je doporučeno pěstování odrůdy v intenzivních tvarech nebo ve čtvrtkmenech.